# Nepalsioides thodunga
Nepalsioides thodunga is een hooiwagen uit de familie Assamiidae.